# Hybogaster acragas
Hybogaster acragas är en stekelart som först beskrevs av Cameron 1902.  Hybogaster acragas ingår i släktet Hybogaster och familjen bracksteklar. Inga underarter finns listade i Catalogue of Life.